# Irena Vujović
Irena Vujović, cyr. Ирена Вујовић (ur. 3 kwietnia 1983 w Belgradzie) – serbska polityk i działaczka samorządowa, parlamentarzystka, w latach 2020–2025 minister ochrony środowiska, od 2024 do 2025 również wicepremier.

## Życiorys
Ukończyła studia ekonomiczne na Uniwersytecie Megatrend, po czym przez kilka lat pracowała na tej uczelni. W 2008 wstąpiła do Serbskiej Partii Postępowej, weszła w skład władz krajowych tego ugrupowania. W wyborach w 2012 i 2014 uzyskiwała mandat posłanki do Zgromadzenia Narodowego. Również w 2014 burmistrz Belgradu Siniša Mali mianował ją swoim zastępcą do spraw społecznych. W 2016 objęła stanowisko burmistrza gminy miejskiej Savski Venac, które zajmowała przez cztery lata.
W październiku 2020 dołączyła do nowo powołanego drugiego rządu Any Brnabić, stając w nim na czele ministerstwa ochrony środowiska. Pozostała na tej funkcji również w utworzonym w październiku 2022 trzecim gabinecie tej samej premier oraz w powołanym w maju 2024 rządzie Miloša Vučevicia, w którym dodatkowo powierzono jej stanowisko wicepremiera. Funkcje rządowe sprawowała do kwietnia 2025.